# ツェントラールシュタディオン
ツェントラールシュタディオン (Zentralstadion) は、ドイツ・ザクセン州ライプツィヒにあるスタジアム。レッドブルが命名権を取得し、2010年6月以降はレッドブル・アレーナ（Red Bull Arena）の名称で知られ、UEFA主催大会ではRBアレーナ（RB Arena）と表記される。「ツェントラール」(ドイツ語: Zentral)は、英語の“central”と同義であり、英語で言うところの「セントラル・スタジアム」であることから、日本語では「ライプツィヒ中央競技場」とも訳出される。
かつては1.FCロコモティヴェ・ライプツィヒやFCザクセン・ライプツィヒが本拠地としていたが現在はレッドブルが出資するブンデスリーガのサッカークラブ、RBライプツィヒの本拠地。

## 概要
旧東ドイツ時代の1956年に完成、10万人を収容するスタジアムは当時ドイツ最大級のスタジアムであり、東ドイツの「スポーツと体操の祭典」（Turn- und Sportfest der DDR）やサッカーの試合などで使用された。
しかし、次第に老朽化が進むにつれて1997年に改修を決定。2000年から2004年にかけて改修工事がなされ、2004年始めに新スタジアムとしてオープンした（写真で見るとおり、旧スタジアムのスタンドの傾斜が新スタジアムの周りに残ったままになっている）。改修に伴い、収容人数は44,199人となった。シュポルトフォールム・ライプツィヒにあり、隣にはスポーツやコンサートなどに使われるアレーナ・ライプツィヒがある。
地元のサッカークラブであるFCザクセン・ライプツィヒが2008-09シーズンまでホームグラウンドとしていた他、ドイツで開催された2006 FIFAワールドカップではセルビア・モンテネグロ対オランダ、イラン対アンゴラ、フランス対韓国、スペイン対ウクライナのグループリーグ4試合、アルゼンチン対メキシコの決勝トーナメント1試合、合計5試合が行われた。なお、この時は命名権名称を外し、「ツェントラールシュタディオン」の名称とされた。
同大会の試合会場で唯一、旧東ドイツ領にあったスタジアムである（ベルリン・オリンピアシュタディオンは旧西ベルリンの領域に所在するため、東ドイツ領ではない）。

## 開催された主な大会
- 2005 FIFAコンフェデレーションズカップ

| 日付          | チーム#1       | 結果 | チーム#2   | ラウンド  |
| ------------- | -------------- | ---- | ---------- | --------- |
| 2005年6月12日 | ブラジル       | 3-0  | ギリシャ   | グループB |
| 2005年6月21日 | オーストラリア | 0-2  | チュニジア | グループA |
| 2005年6月29日 | ドイツ         | 4-3  | メキシコ   | 3位決定戦 |

- 2006 FIFAワールドカップ

| 日付          | チーム#1               | 結果 | チーム#2   | ラウンド   |
| ------------- | ---------------------- | ---- | ---------- | ---------- |
| 2006年6月11日 | セルビア・モンテネグロ | 0-1  | オランダ   | グループC  |
| 2006年6月14日 | スペイン               | 4-0  | ウクライナ | グループH  |
| 2006年6月18日 | フランス               | 1-1  | 韓国       | グループG  |
| 2006年6月21日 | イラン                 | 1-1  | アンゴラ   | グループD  |
| 2006年6月24日 | アルゼンチン           | 2-1  | メキシコ   | ラウンド16 |

## ギャラリー

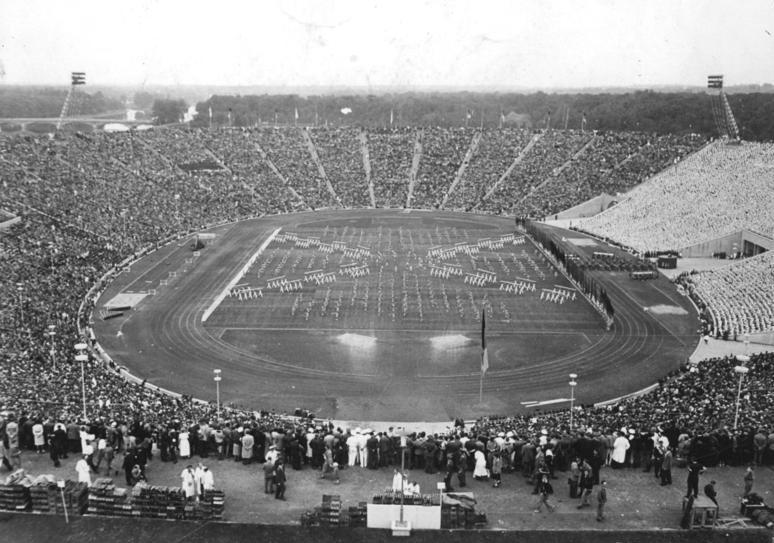
ツェントラールシュタディオン竣工直後の1956年に開催された第2回「スポーツと体操の祭典」のマスゲーム
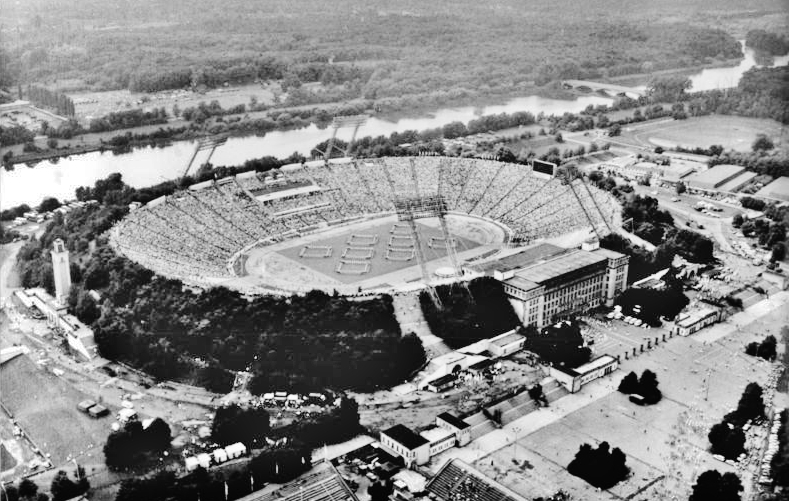
1987年のツェントラールシュタディオン
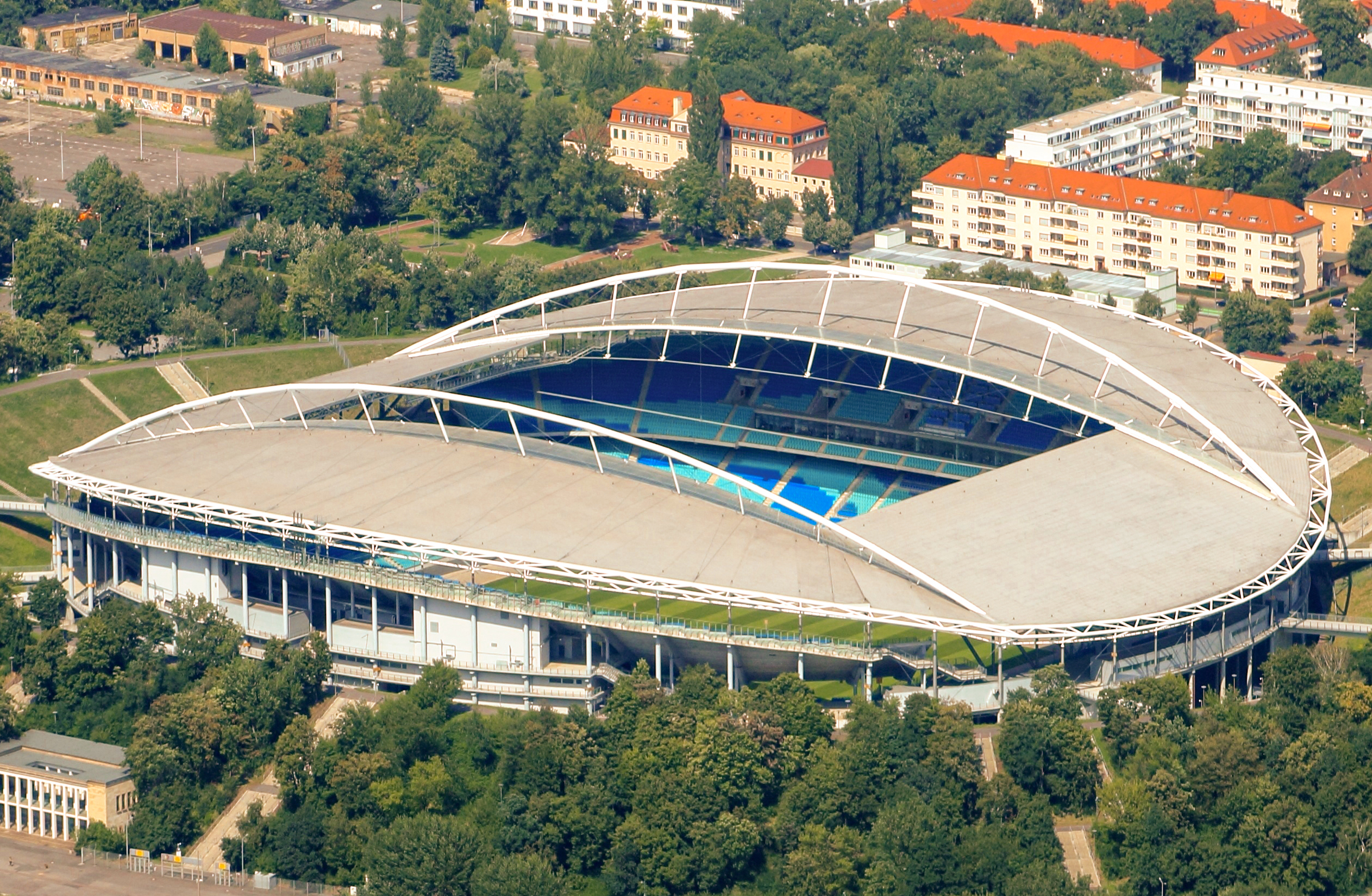
RBアレナの外観。周囲に旧スタジアムのスタンドが残っている。
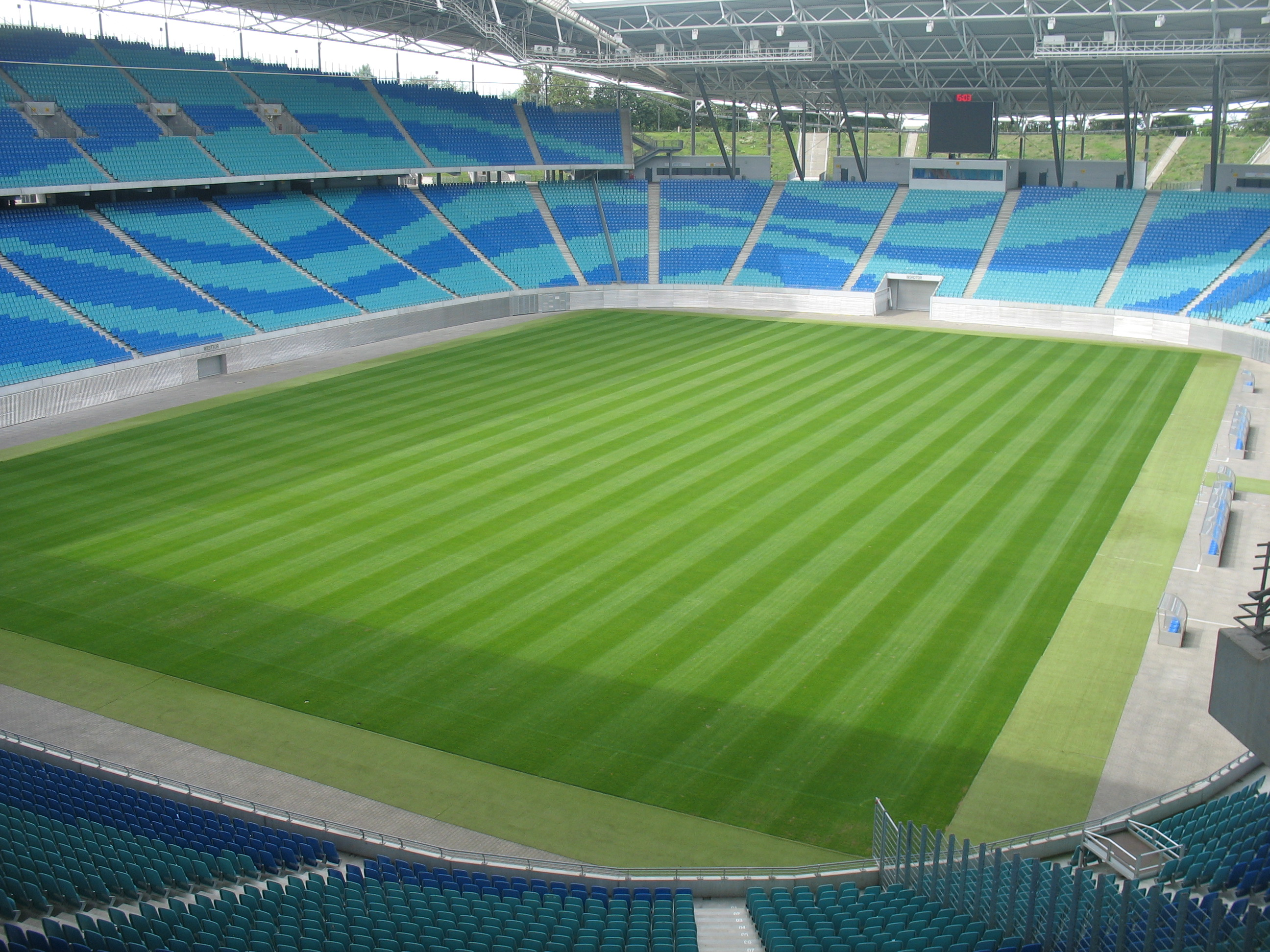
RBアレナのピッチ
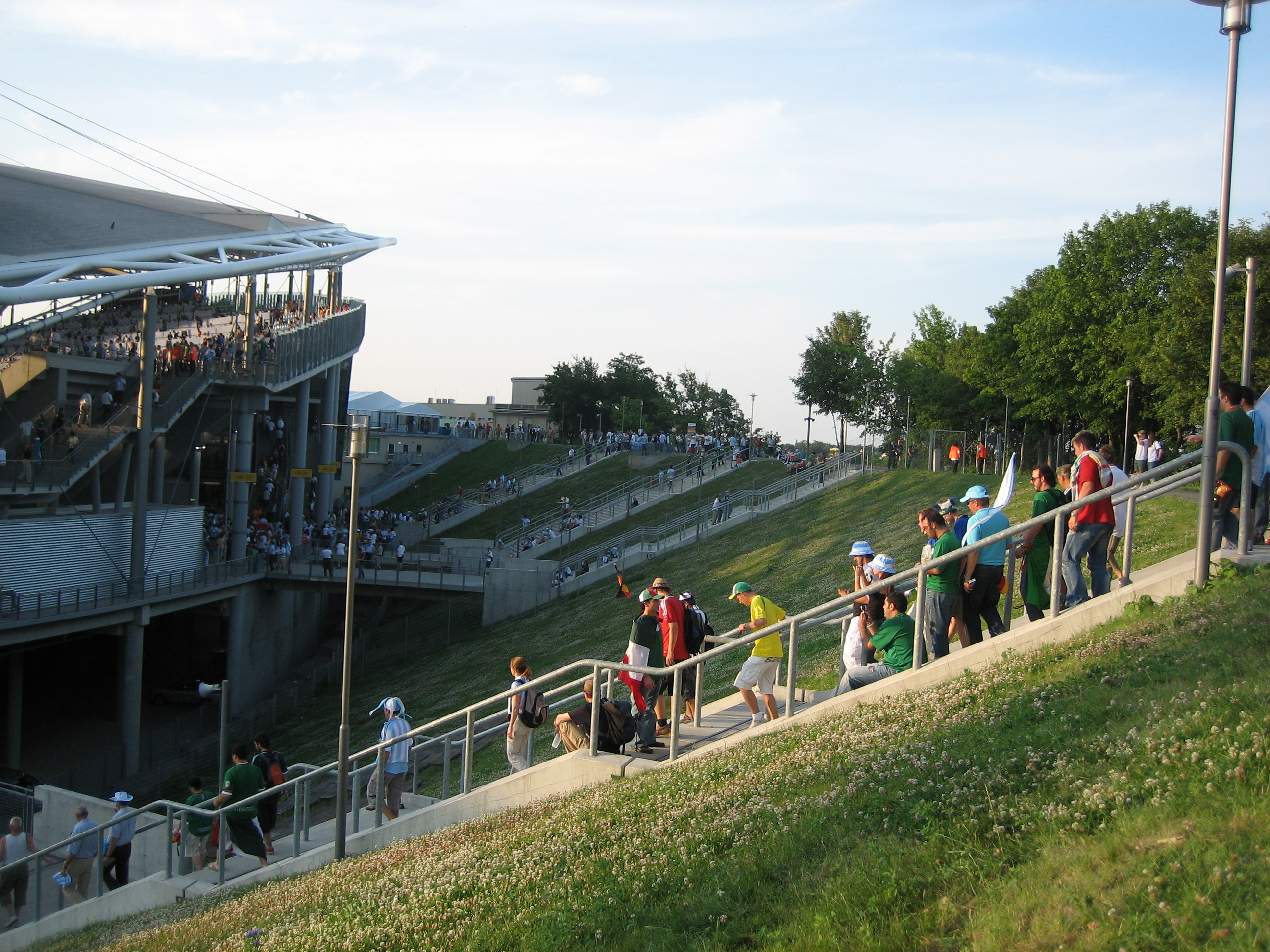
旧スタジアムのスタンドが残っているため、出入りには階段を上り下りする必要がある。
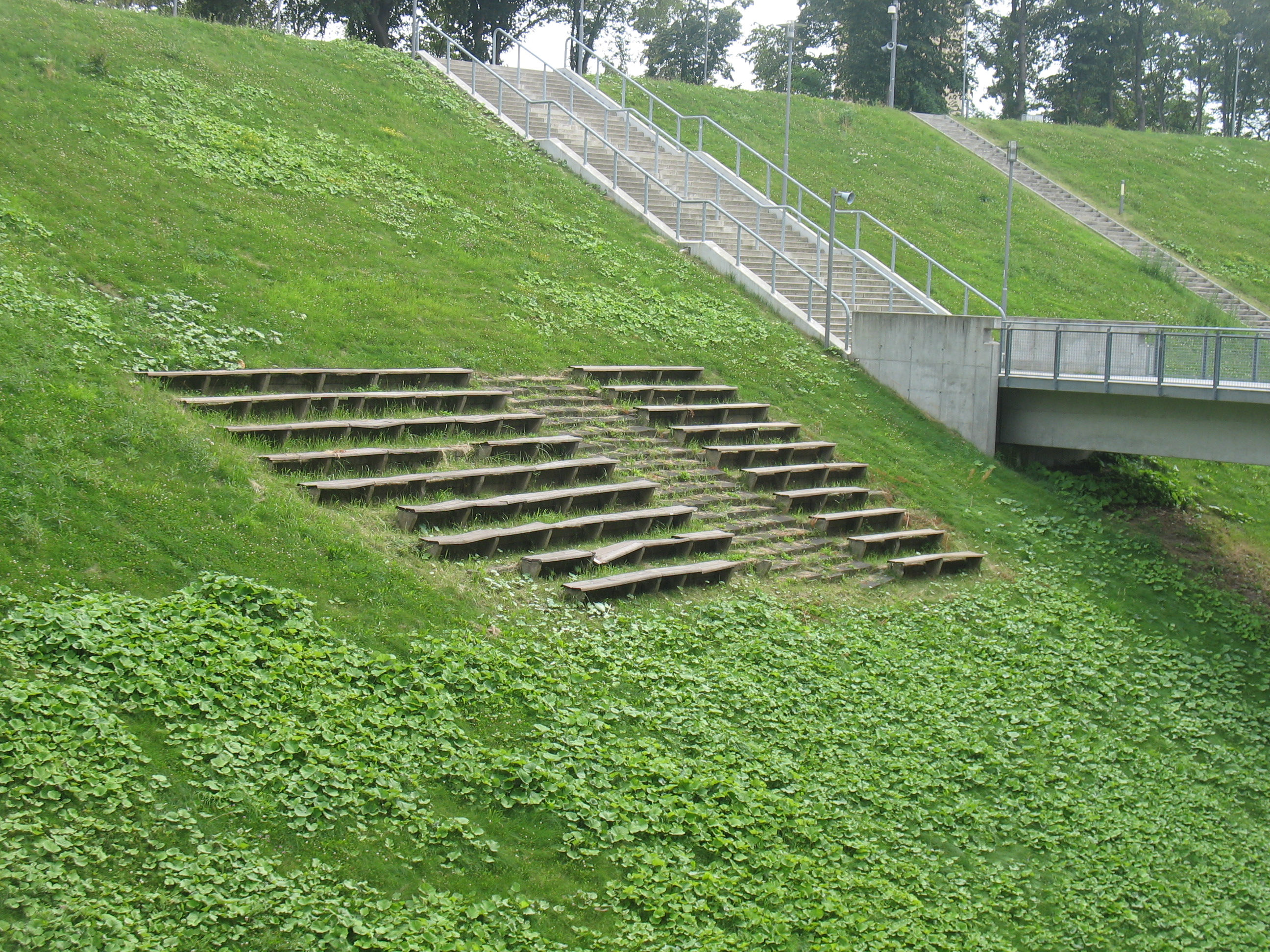
改修前のスタンドの座席が一部残っている